# VI. Szobekhotep
VI. Szobekhotep (más számozás szerint V. Szobekhotep, uralkodói neve Hahotepré) az ókori egyiptomi XIII. dinasztia uralkodója. Kim Ryholt szerint a dinasztia 31., Darrell Baker szerint a 30., Jürgen von Beckerath és Detlef Franke szerint a 25. királya.
Korábban úgy vélték, VI. Szobekhotep uralkodói neve Merhotepré volt, Ryholt azonban a régészeti bizonyítékok újraértékelése során a Merhotepré uralkodói nevet V. Szobekhotep neveként azonosította, a Hahoteprét pedig VI. Szobekhotep neveként. Régebbi tanulmányokban előfordul, hogy Merhotepré Szobekhotep viseli a VI., Hahotepré pedig az V. sorszámot.

## Családja
VI. Szobekhotep apja talán IV. Szobekhotep volt, az egész második átmeneti kor legjobban dokumentált uralkodója. Ezt a feltételezést egy, a Vádi el-Hudiban talált feliratra alapozzák, mely szerint IV. Szobekhotepnak volt egy szintén Szobekhotep nevű fia. Amennyiben ő lett VI. Szobekhotep, úgy anyja valószínűleg Tjan királyné, IV. Szobekhotep felesége. VI. Szobekhotep felesége talán Nubhaesz volt, bár lehet, hogy ő V. Szobekhotep vagy Ibiau felesége volt.

## Említései
A torinói királylistán Hahotepré Szobekhotepet IV. Szobekhotep után említik, de egy sor hiányzik a királylistában; itt Merhotepré Szobekhotep neve szerepelhetett. VI. Szobekhotepnak 4 év 8 hónap 29 nap uralkodási időt tulajdonítanak, ami Ryholt szerint i. e. 1719-1715 közt volt. A korszakhoz képest viszonylag hosszúnak számító uralkodása ellenére csak pár helyen említik közvetlenül. Ábrázolja egy térdelő szobor, amely talán Kermából került elő, emellett említik egy Abüdoszban talált és hat, ismeretlen lelőhelyről származó szkarabeuszon, egy pecséthengeren és egy pecsétlenyomaton. Egy jerikói sírban szintén találtak egy Hahotepré nevét viselő szkarabeuszt, ami kereskedelmi kapcsolatokat feltételez a XIII. dinasztia kori Egyiptom és a levantei államok között.

## Fordítás
- Ez a szócikk részben vagy egészben  a   Sobekhotep VI című angol Wikipédia-szócikk ezen változatának fordításán alapul.  Az eredeti cikk szerkesztőit annak laptörténete sorolja fel. Ez a jelzés csupán a megfogalmazás eredetét és a szerzői jogokat jelzi, nem szolgál a cikkben szereplő információk forrásmegjelöléseként.